# Proxy (bài hát)
"Proxy" là một bài hát bởi nhà sản xuất thu âm và DJ người Hà Lan Martin Garrix. Nó được phát hành là tải miễn phí vào ngày 6 tháng 3 năm 2014 và ngày 2 tháng 7 trên iTunes. Bài hát có trên bảng xếp hạng ở Hà Lan.

## Bảng xếp hạng

### Bảng xếp hạng hàng tuần
| Bảng xếp hạng (2014)    | Vị trí cao nhất |
| ----------------------- | --------------- |
| Hà Lan (Single Top 100) | 89              |

## Lịch sử phát hành
| Khu vực | Ngày               | Định dạng       | Hãng đĩa |
| ------- | ------------------ | --------------- | -------- |
| Hà Lan  | 2 tháng 7 năm 2014 | Tải kỹ thuật số | Spinnin' |